# 铁东街道 (吉林市)
铁东街道，是中华人民共和国吉林省吉林市龙潭区下辖的一个乡镇级行政单位。

## 行政区划
铁东街道下辖以下地区：
化院社区、广顺社区和武汉路北社区。